# Canerandagio
Canerandagio è un singolo del rapper italiano Neffa, pubblicato il 4 aprile 2025 come secondo estratto dal decimo album in studio Canerandagio parte 1.
Il brano vede la partecipazione del rapper Izi.